# Alfred Ekstam
Alfred Ekstam, född Alfred Johannesson 12 augusti 1878 i Gylterud, Mangskog, Värmland, död 26 maj 1935 i Mangskog, var en svensk landskapsmålare och porträttmålare. 

## Biografi
Alfred Ekstams far var mjölnaren Johannes Johannesson och hans mor hette Maria Eriksdotter. Han arbetade som yrkesmålare fram till 1898, varefter han studerade två år vid Tekniska skolan i Stockholm .Efter sin skoltid försörjde han sig som möbelmålare i Arvika trakten. Det uppmärksammades av Bröderna Eriksson i Taserud som anställde honom som dekorationsmålare. Under tiden tog Alfred lektioner i måleri hos Gustaf Fjæstad. Det var under den tiden han ändrade sitt efternamn till Ekstam. 
Alfred Ekstam levde hela sitt liv i Gylterud,  Mangskog. Han bildade aldrig familj. Han avled 1935 under en cykelfärd mot Edane järnvägsstation på väg till en utställning i Karlstad.   
Ekstam var främst landskapsmålare, alltid med motiv från hembygden. Han målade även porträtt. Han tillhörde konstsammanslutningen De Frie och ingick i Rackstadkolonin.

## Representation
Alfred Ekstam finns representerad vid  Rackstadmuseet med flera verk och vid Värmlands museum i Karlstad med två självporträtt i olja och ett pastellporträtt av Gustaf Fröding. Några teckningar av honom finns också på Värmlands museum.